# Svend Ellehøj
Svend Ellehøj, född den 8 september 1924 i Barup på Stevns, död den 26 januari 1988, var en dansk historiker.
Ellehøj blev student från Rungsted Statsskole 1943 och mag. art. i historia ved Köpenhamns universitet 1950, efter att ha blivit undervisad av bland andra Erik Arup, Knud Fabricius, Albert Olsen och Astrid Friis. År 1948 fick han guldmedalj för besvarandet av universitetets prisuppgift om Öresundstullen.
Ellehøj blev dr. phil. 1965 med avhandlingen Studier over den ældste norrøne Historieskrivning. 14 juni samma år blev han professor i historia i Köpenhamn och där medverkade han i de stora reformer av historiestudiet som föregick vid den tiden.
Han var redaktör för en rad skrifter, bland andra Festskrift til Astrid Friis (1963) och bibliografin Udlændinges Rejser i Danmark før År 1700 (1963) samt Københavns Universitet 1479-1979. Han var dessutom chefredaktör på Historisk Tidsskrift 1965-1973.
Dessutom var Ellehøj författare till många historiska verker, bland andra. Højesteret 1661-1961 (1961), Christian 4.s Tidsalder 1596-1660 i Politikens Danmarks Historie (1964).  Han var föreståndare för Det kongelige danske Selskab for Fædrelandets Historie 30 januari 1975 – 20 februari 1985.